# ویرتوتی میلیتاری
نشان جنگ ویرتوتی میلیتاری (لهستانی: Order Wojenny Virtuti Militari) که به اختصار ویرتوتی میلیتاری گفته می‌شود، بالاترین نشان نظامی کشور لهستان است که بابت قهرمانی و دلیری در برابر دشمن در جنگ اهدا می‌شود. این نشان افتخار در سال ۱۷۹۲ میلادی توسط پادشاه استانیسواو آگوست پونیاتوفسکی بنیان نهاده شد و قدیمی‌ترین نشان نظامی جهان است که همچنان مورد استفاده است.
این جایزه در پنج رده برای اعمال قهرمانانه فردی یا به فرماندهان نظامی جهت توانایی‌های رهبری‌شان اعطا می‌شود. برخی از اقدامات قهرمانانه که توسط جایزه نظامی ویرتوتی میلیتاری به رسمیت شناخته شده‌است، معادل اقداماتی است که شایسته دریافت صلیب ویکتوریا اتحادیه کشورهای همسود، صلیب آهنین امپراتوری آلمان و نشان افتخار ایالات متحده آمریکا است.
چندی پس از بنیان‌گذاری این نشان، فدراسیون مشترک‌المنافع لهستان–لیتوانی پس از تجزیه لهستان (۱۷۹۵) از بین رفت و کشورهای جداشده، این نشان را ملغی و نصب آن روی لباس را ممنوع کرد. از آن زمان تاکنون، این جایزه چندین بار تجدید، دچار تغییر نام یا ممنوع شده‌است، و سرنوشت آن منعکس کننده شرایط مردم لهستان است. در طول مدت حضور این نشان، هزاران سرباز و افسر، لهستانی و خارجی، چندین شهر و یک کشتی به خاطر شجاعت یا رهبری برجسته در جنگ، آنرا را دریافت کرده‌اند. از سال ۱۹۸۹ هیچ نشان ویرتوتی میلیتاری دیگری اهدا نشده‌است.

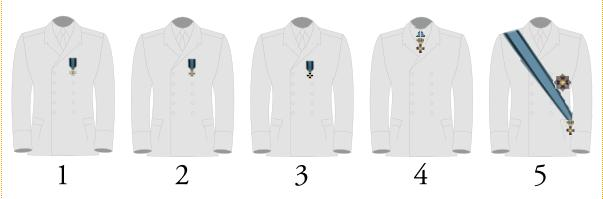
۱ – صلیب سیمین، ۲ – صلیب زرین، ۳ – صلیب شوالیه، ۴ – صلیب فرمانده، ۵ – صلیب عالی ستاره‌دار

| روبان‌های نشان ویرتوتی میلیتاری | روبان‌های نشان ویرتوتی میلیتاری | روبان‌های نشان ویرتوتی میلیتاری | روبان‌های نشان ویرتوتی میلیتاری | روبان‌های نشان ویرتوتی میلیتاری |
| ------------------------------ | ------------------------------ | ------------------------------ | ------------------------------ | ------------------------------ |
| صلیب سیمین                     | صلیب زرین                      | صلیب شوالیه                    | صلیب فرمانده                   | صلیب عالی ستاره‌دار             |